# しあわせのサンドウィッチ
「しあわせのサンドウィッチ」は、1993年7月7日に発売された大貫妙子の通算20枚目となるシングル。発売元はEASTWORLD/東芝EMI。

## 概要
表題曲「しあわせのサンドウィッチ」は、後藤久美子が出演した″カルピスウォーター″のTV-CFイメージソングとして使用された。ちなみに、本作の発売日である7月7日は、″カルピス″の発売が開始された記念の日（1919年〔大正8年〕）である。
この曲は、恋人とピクニックに出掛け、手作りのサンドウィッチを頬張りながら恋の喜びを素直に表現する女性の心情を歌った清涼感あふれる楽曲。1960年代にアメリカで活躍したモータウン所属の3人組女性ヴォーカル・グループ、シュープリームスを意識して制作された。大貫は20代の頃、モータウン・サウンドが大好きでよく聴いていたが、自分の声で表現するのは無理だと判っていたため、「せめてサウンドだけでもシュープリームスみたいに」と考えて作ったのがこの曲だと話している。

## 収録曲
| 全作詞・作曲: 大貫妙子、全編曲: 小林武史。 |                                                |          |            |      |
| #                                          | タイトル                                       | 作詞     | 作曲・編曲 | 時間 |
| 1.                                         | 「しあわせのサンドウィッチ」                   | 大貫妙子 | 大貫妙子   | 3:38 |
| 2.                                         | 「サイレントメモリー」                         | 大貫妙子 | 大貫妙子   | 4:48 |
| 3.                                         | 「しあわせのサンドウィッチ」(Original Karaoke) | 大貫妙子 | 大貫妙子   | 3:38 |
| 合計時間:                                  | 合計時間:                                      | 12:04    |            |      |

## 参加ミュージシャン
しあわせのサンドウィッチ
- Keyboards: 小林武史
- Guitar: 佐橋佳幸
- Bass: 岡沢章
- Percussion, Vibraphone: 大石真理恵[6]

サイレントメモリー
- Keyboards: 小林武史
- Guitar: 小倉博和
- Bass: 岡沢章
- Drums: 小田原豊

## 参考資料
- 『Library 〜Anthology 1973-2003〜』（ライナーノーツ・楽曲解説）大貫妙子、EASTWORLD/東芝EMI、2003年10月29日。TOCT-25187～8。